# Vigilare
Vigilare je hrvatska udruga koja se opisuje kao konzervativna katolička organizacija. Formalno je osnovana 2011. godine, s djelovanjem koje datira od 2008. godine. Udruga je povezana s međunarodnim pokretom Tradicija, Obitelj i Vlasništvo (TFP), čiji je, prema navodima, hrvatski ogranak. Naziv udruge potječe od latinske riječi 'vigilare', što znači 'biti budan'.
Udruga promiče, prema vlastitim navodima, kršćanske i konzervativne društvene vrijednosti. Zalažu se za očuvanje tradicionalne definicije obitelji i braka, pravo na život od začeća te promiču katoličanstvo kao duhovni i identitetski temelj Hrvatske. Svoje ciljeve nastoje postići kroz javne skupove, tribine, peticije (poput "Hod za život") i druge oblike javnog djelovanja.
Djelovanje udruge popraćeno je kontroverzama i kritikama. Udruga Vigilare je 2023. godine pravomoćno osuđena zbog diskriminacije, poticanja na diskriminaciju i uznemiravanja LGBTIQ osoba i njihovih obitelji.

## Glavni smjerovi djelovanja
- Brak i obitelj:
  - Obrana i promocija identiteta braka i značenja obitelji prema definiciji obitelji kao bračne zajednice muškarca i žene, u kojoj se podižu djeca.

- Ljudska prava
  - Obrana najosnovnijih ljudskih prava – prava na život od začeća i prava na prirodnu smrt.

- Konzervativne vrijednosti
  - Promicanje konzervatizma i tradicije.

## Akcije
- Građanska inicijativa I ja sam bio embrij – odgovor na diskriminirajuće izjave ministra zdravstva Rajka Ostojića 4. siječnja 2012.
- Građanska inicijativa Neka javna televizija bude u službi javnosti! – pokrenuta nakon izjava urednika i novinara HTV-a protiv pape Benedikta XVI. i Katoličke Crkve na sam dan Uskrsa
- Građanska inicijativa Zaštitimo djecu od nepristojne televizije – pokrenuta 2008. zbog prikazivanja eksplicitno pornografskoga sadržaja u dvjema emisijama HRT-a, usmjerena prema vodstvu HRT-a i pravobraniteljici za djecu u RH. HRT je uputio javnu ispriku potvrdivši prikazivanje spornih sadržaja u neprimjerenom terminu.

## Vanjske poveznice
- Službena stranica